# Afonso Fioreze
Afonso Fioreze CP (* 1. Juni 1942 in Rio Branco do Sul, Paraná; † 6. Februar 2021 in São Paulo) war ein brasilianischer Ordensgeistlicher und römisch-katholischer Bischof von Luziânia.

## Leben
Afonso Fioreze trat der Ordensgemeinschaft der Passionisten bei, legte am 3. Februar 1964 die Profess ab und empfing am 26. Juli 1970 in Rio Branco do Sul die Priesterweihe. Er studierte Philosophie an der Pontifícia Universidade Católica do Paraná und Theologie an der Faculdade de Teologia Evangélica em Curitiba.
Papst Johannes Paul II. ernannte ihn am 5. November 2003 zum Koadjutorbischof von Luziânia. Der Apostolische Nuntius in Brasilien, Erzbischof Lorenzo Baldisseri, spendete ihm am 15. Februar des nächsten Jahres die Bischofsweihe; Mitkonsekratoren waren Pedro Antônio Marchetti Fedalto, Erzbischof von Curitiba, und Washington Cruz CP, Erzbischof von Goiânia. Mit dem Rücktritt Augustyn Januszewicz’ OFMConv am 15. September 2004 folgte er diesem im Amt des Bischofs von Luziânia nach.
Am 12. Juli 2017 nahm Papst Franziskus seinen altersbedingten Rücktritt an. Fioreze erlag im Februar 2021, im Alter von 78 Jahren, einem Krebsleiden.